# Říjen 2018

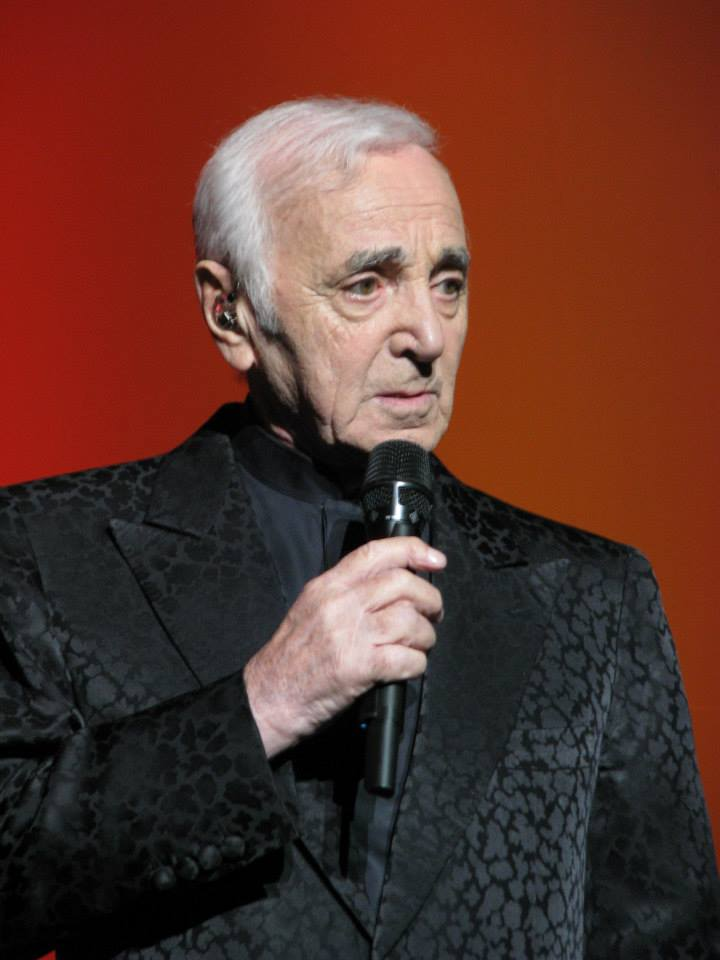
Charles Aznavour

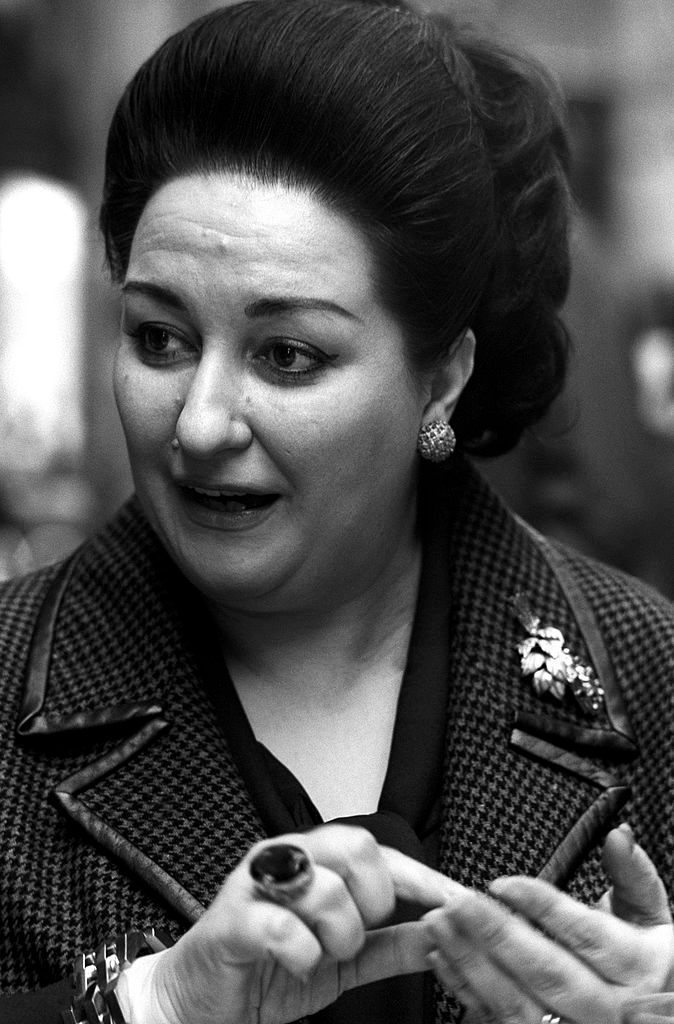
Montserrat Caballé

Pavel VI.

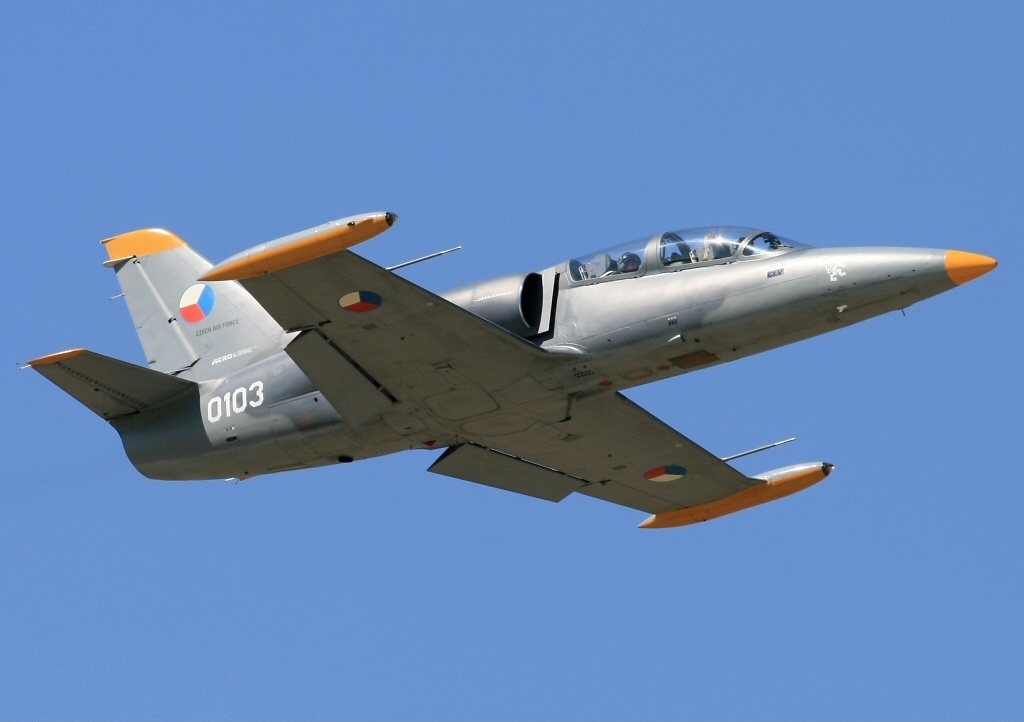
Aero L-39 Albatros

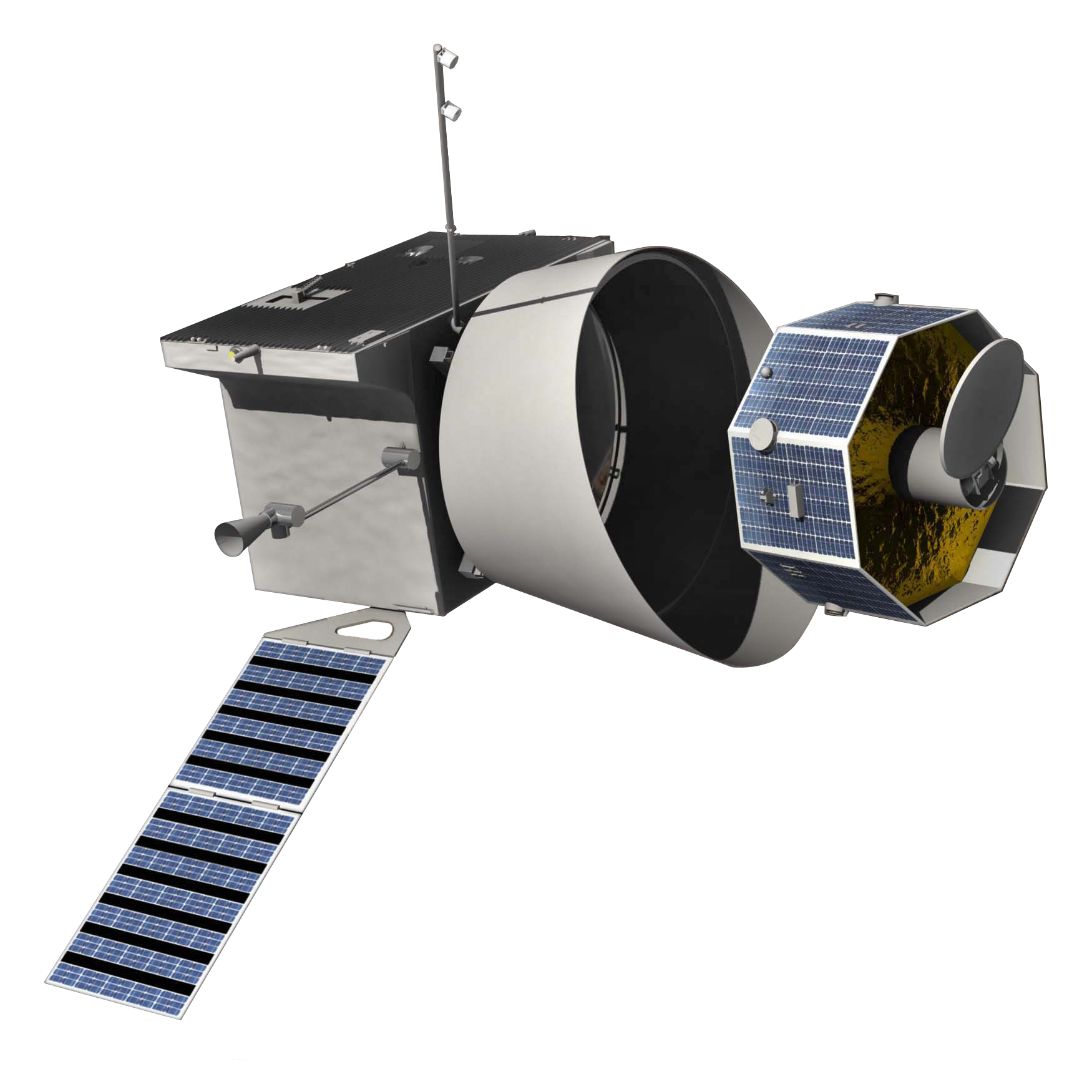
Sonda BepiColombo

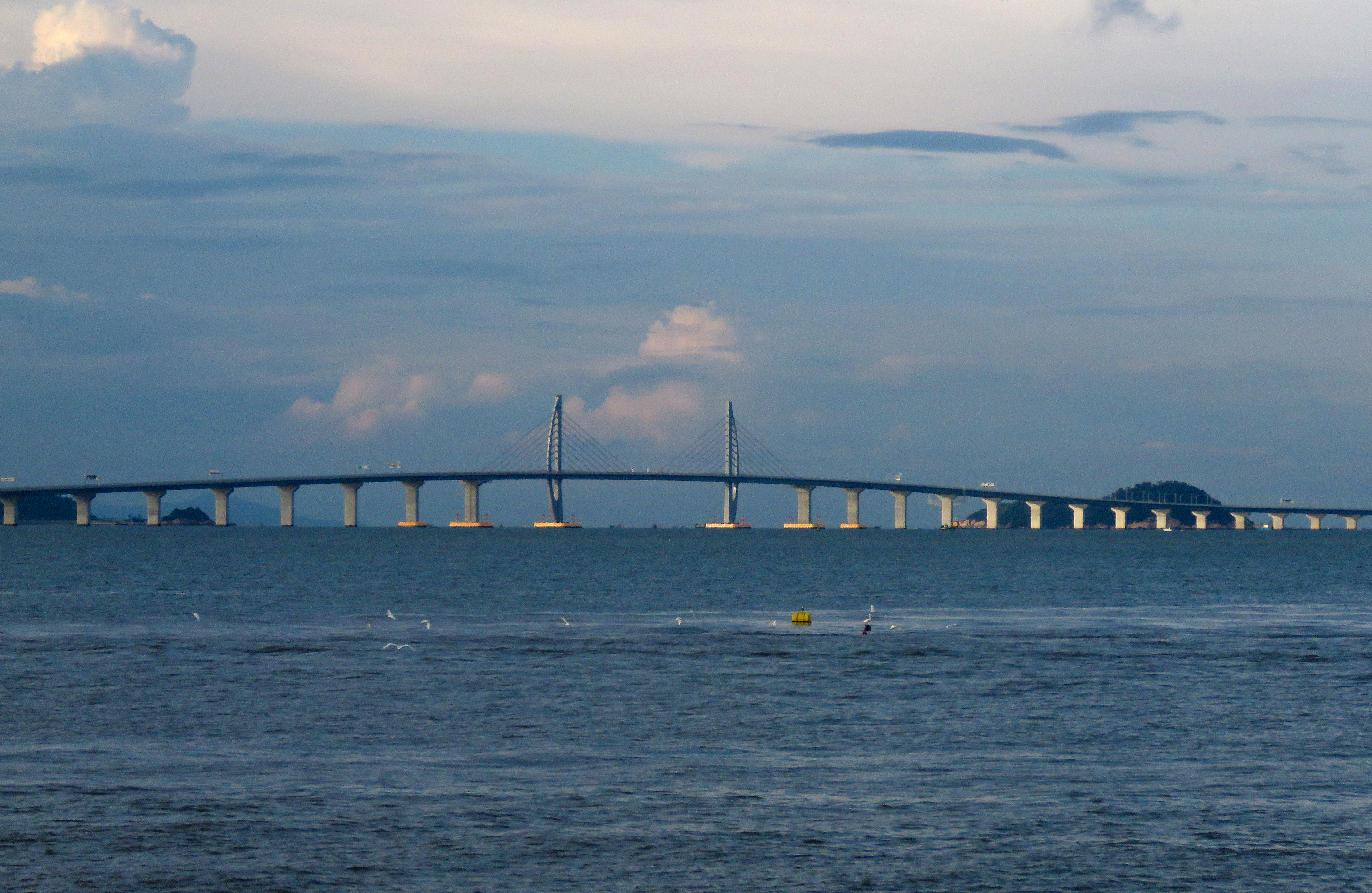
Most Hongkong–Ču-chaj–Macao

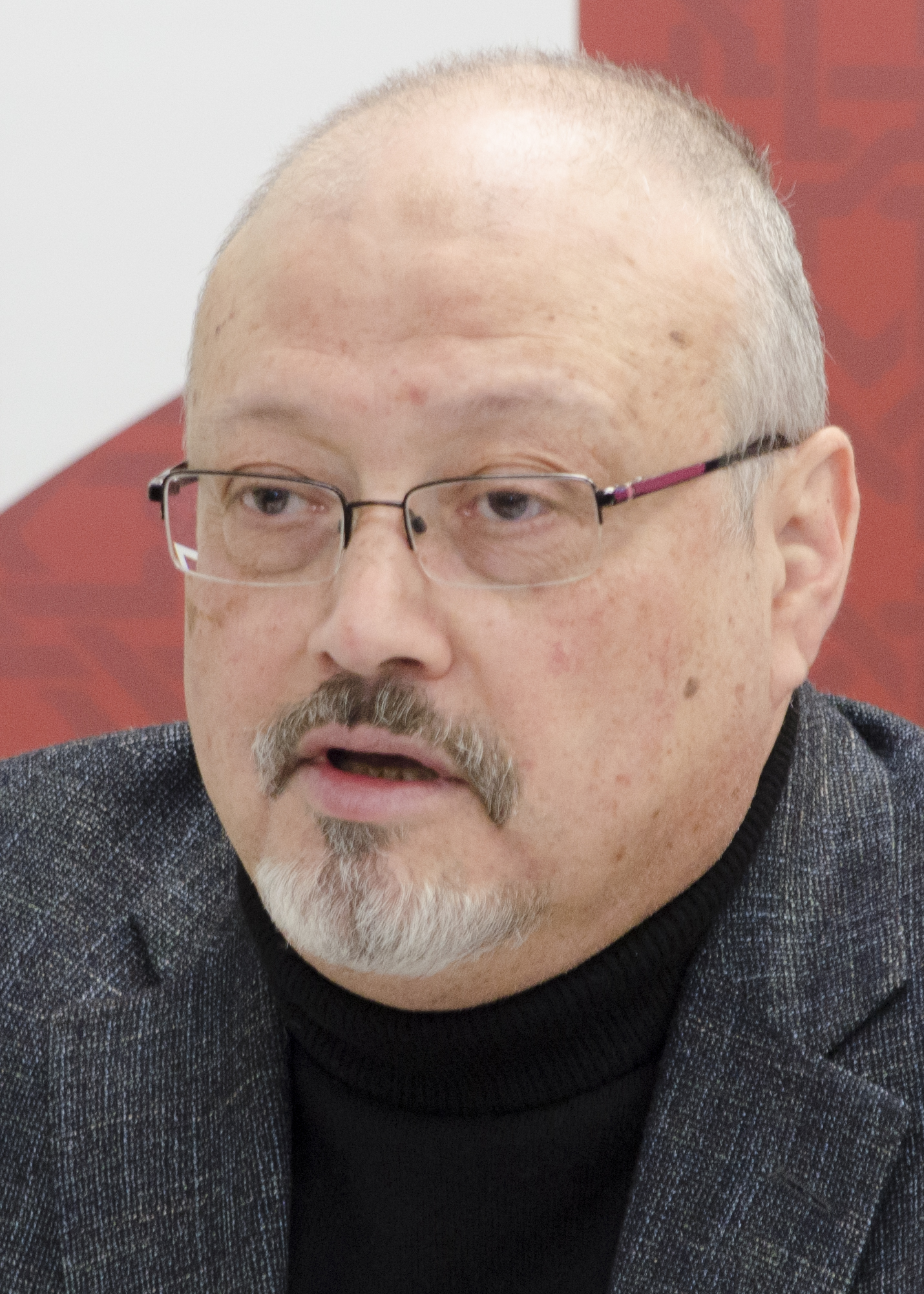
Džamál Chášukdží

Toto je archivovaný článek z portálu Aktuality.
1. října – pondělí
 Nobelova cena za fyziologii nebo lékařství byla udělena Jamesi Allisonovi a Tasuku Hondžóvi za vývoj protinádorové terapie využívající imunitní systém nemocného.
 Ve věku 94 let zemřel francouzský šansoniér Charles Aznavour (na obrázku).
2. října – úterý
 Nobelova cena za fyziku byla udělena Arthuru Ashkinovi, Gérardu Mourouvi a Donně Stricklandové za jejich převratné objevy v oboru laserové fyziky.
 Novým iráckým prezidentem byl zvolen kurdský politik Barham Sálih. Novým premiérem byl jmenován Ádil Abdal Mahdí.
3. října – středa
 Nobelova cena za chemii byla udělena Frances Arnoldové za řízenou evoluci enzymů a Georgi P. Smithovi a Gregorymu Winterovi přípravu peptidů a protilátek za pomoci bakteriofágů.
 Ve věku 96 let zemřel americký částicový fyzik Leon Max Lederman, autor populárního pojmenování „božská částice“ pro Higgsův boson.
5. října – pátek
 Nobelova cena za mír byla udělena Denisu Mukwegemu a Nadje Muradové za snahu ukončit sexuální násilí ve válce a v ozbrojených konfliktech.
 V Moskevské oblasti havaroval stíhací letoun MiG-29 Vzdušně-kosmických sil RF. Oba piloti se katapultovali.
 Ředitel Interpolu Meng Chung-wej zmizel během návštěvy Čínské lidové republiky.
 Bývalý jihokorejský prezident I Mjong-bak byl odsouzen k 15 letům odnětí svobody za korupci a zpronevěru.
6. října – sobota
  V argentinském Buenos Aires byly slavnostně zahájeny III. letní olympijské hry mládeže 2018.
 Ve věku 85 let zemřela španělská operní pěvkyně a sopranistka Montserrat Caballé (na obrázku).
 V Česku proběhly volby do zastupitelstev obcí a třetiny Senátu. Volební účast přesáhla 48 procent.
8. října – pondělí
 Nobelova pamětní cena za ekonomii byla udělena Williamu Nordhausovi a Paulu Romerovi za začlenění současné klimatické změny a technologické inovace do dlouhodobé makroekonomické analýzy.
 Ředitel Interpolu Meng Chung-wej rezignoval na svou funkci, poté co bylo oznámeno, že čelí vnitrostranickému vyšetřování.
9. října – úterý
 Společnost Google oznámila ukončení provozu své sociální sítě Google+ v srpnu 2019. Deník The Wall Street Journal navíc informoval o úniku uživatelských dat z této sociální sítě.
 Americká velvyslankyně Spojených států amerických při OSN Nikki Haleyová oznámila svou rezignaci.
10. října – středa
 Syrský prezident Bašár al-Asad vyhlásil amnestii pro armádní dezertéry v zemi i v zahraničí.
 Hurikán Michael zasáhl severozápadní pobřeží Floridy. Z oblasti bylo preventivně evakuováno půl milionu obyvatel.
 Přívalová povodeň na východě ostrova Mallorca způsobila smrt nejméně osmi lidí.
11. října – čtvrtek
 Při vzletu kosmické lodi Sojuz MS-10 došlo k selhání urychlovacího stupně rakety Sojuz FG. Loď nedosáhla oběžné dráhy a musela nouzově přistát. Do odvolání byly pozastaveny všechny ruské pilotované lety do vesmíru.
 Konstantinopolský patriarchát zahájil proces uznání nezávislosti Kyjevského patriarchátu na patriarchátu Moskevském.
13. října – sobota
 V Česku proběhlo druhé kolo voleb do třetiny Senátu Parlamentu České republiky. Ve volbách získali většinu hlasů kandidáti opozičních stran zejména ODS a STAN.
14. října – neděle
 Evropská migrační krize: Bavorská CSU udržela navzdory nejhoršímu výsledku od roku 1950 většinu mandátů v zemském parlamentu.
 Papež František svatořečil papeže Pavla VI. (na obrázku), Óscara Romera a dalších pět lidí.
 Pyrenejský poloostrov, především stát Portugalsko, zasáhla post-tropická cyklóna Leslie, jejíž nárazy větru přesáhly 175 km/h. Statisíce lidí zůstaly bez proudu, vítr vyvrátil a zlomil stovky stromů. Došlo také k poškození aut a domů. Zřejmě se jedná o nejsilnější bouři v Portugalsku od roku 1842.
15. října – pondělí
 Ruská pravoslavná církev přerušila veškeré vztahy s Konstantinopolským patriarchátem kvůli jeho rozhodnutí udělit autokefálii Ukrajinské pravoslavné církvi.
 Po třech letech byly otevřeny hraniční přechody Nasib a Kunejtra mezi Sýrii, Jordánskem a Izraelem.
 Hurikán Leslie: Nejméně 10 lidí zemřelo kvůli přívalové povodni ve francouzském departementu Aude v okolí města Carcassonne.
16. října – úterý
 Arménský premiér Nikol Pašinjan rezignoval na svou funkci.
 Newyorské policejní oddělení oznámilo, že během uplynulého víkendu nebyl ve městě nikdo postřelen ani zabit. Jde o první takový víkend za 25 let.
 Ve věku 65 let zemřel Paul Allen spoluzakladatel firmy Microsoft, filantrop a podmořský výzkumník.
17. října – středa
 Nejméně 19 lidí bylo zabito při masové střelbě na střední škole v krymském městě Kerč. Policie vyloučila teroristický útok.
 Kanada se stala první zemí skupiny G8, která zcela legalizovala veškeré užívání marihuany.
18. října – čtvrtek
 V Buenos Aires proběhl závěrečný ceremoniál, který oficiálně ukončil Letní olympijské hry mládeže 2018 a předal pomyslnou štafetu do Dakaru. Česká výprava si odvezla tři zlaté, tři stříbrné a pět bronzových medailí.
 Na Kubáni havaroval cvičný letoun Aero L-39 Albatros (na obrázku) Vzdušně-kosmických sil RF a zřitil se do Azovského moře. Pokračuje pátrání po obou pilotech, kteří se katapultovali.
20. října – sobota
 Raketa Ariane 5 vynesla evropsko-japonskou meziplanetární sondu BepiColombo (na obrázku) na cestu k Merkuru.
21. října – neděle
 Ve věku 99 let zemřel Joachim Rønneberg norský odbojář a účastník Operace Telemark, která výrazně narušila vývoj německé jaderné zbraně.
 Jordánský král Abdalláh II. oznámil, že Izraeli neprodlouží pronájem zemědělských oblastí Naharajim a Cofar.
22. října – pondělí
 Jeden český voják byl zabit a další dva zranění při útoku příslušníka afghánské armády na letecké základně Shindand v provincii Herát.
23. října – úterý
 Čínský prezident Si Ťin-pching otevřel 55 kilometrů dlouhý most (na obrázku) spojující ostrovy Hongkong a Macao v deltě Perlové řeky s městem Ču-chaj v pevninské Číně.
 Evropská komise odmítla návrh deficitního rozpočtu vlády italského premiéra Giuseppe Conteho.
 Fouad Belkacem mluvčí islamistické skupiny Sharia4Belgium byl zbaven belgického občanství a čelí deportaci do Maroka.
24. října – středa
 Saúdský korunní princ Mohamed bin Salmán odsoudil vraždu opozičního novináře Džamála Chášukdžího (na obrázku) na saúdskoarabském konzulátu v Istanbulu.
 Hurikán Willa dosahující 5. kategorie zasáhl západní pobřeží Mexika jižně od města Mazatlán ve státě Sinaloa.
25. října – čtvrtek
 Sahle-Work Zewde (na obrázku) byla jako první žena zvolena prezidentkou Etiopie.
 Evropský parlament udělil Sacharovovu cenu za svobodu myšlení ukrajinskému režisérovi Olehu Sencovi, který je v současnosti vězněn v Rusku.
 Nejméně 18 lidí zemřelo kvůli přívalové povodni na jordánském pobřeží Mrtvého moře.
26. října – pátek
 Britská policie zadržela zloděje, který se pokusil ukrást listinu Magna charta libertatum v Salisburské katedrále.
 V Jónském moři poblíž ostrova Zakynthos došlo k zemětřesení o síle 6,8 stupně. Zemětřesení nezpůsobilo závažné škody ani vysoké vlnobití.
27. října – sobota
 U příležitosti 100. výročí vzniku Československa byla po rekonstrukci otevřena historická budova Národního muzea.
 Při útoku neonacisty v synagoze Tree of Life – Or L'Simcha v Pittsburghu bylo zabito 11 lidí a 7 dalších zraněno. Jde o nejsmrtonosnější antisemitský útok v dějinách americké židovské komunity.
28. října – neděle
 Prezident Miloš Zeman udělil v den 100. výročí vzniku Československa státní vyznamenání celkem 41 osobnostem, mezi nimi také třem vojákům, kteří padli při útoku sebevražedného atentátníka v Afghánistánu.
29. října – pondělí
 Letadlo indonéského dopravce Lion Air se 13 minut po startu zřítilo do Jávského moře. Nikdo ze 189 lidí na palubě nehodu nepřežil.
 Prezidentem Brazílie byl zvolen pravicový kandidát Jair Bolsonaro (na obrázku), úřadu se ujme 1. ledna 2019.
30. října – úterý
 V ruském Murmansku se potopil plovoucí dok, kde se opravovala jediná ruská letadlová loď Admiral Kuzněcov. Loď z doku právě vyplouvala a materiální škody nejsou příliš významné. Do moře spadlo pět pracovníků loděnic, čtyři se podařilo vylovit s omrzlinami, pátý se pohřešuje.
31. října – středa
 V indickém státě Gudžarát odhalili nejvyšší sochu na světě (na obrázku). Představuje Vallabhbháího Patéla, který byl v roce 1947 indickým vicepremiérem a stal se tak hlavní postavou při vzniku samostatného indického státu. Socha má výšku 182 metrů a váží přibližně 67 000 tun.
 NASA ukončila misi dalekohledu Kepler, který objevil 2 600 potvrzených exoplanet.
 Pákistánský nejvyšší soud osvobodil Asiu Bibi odsouzenou k trestu smrti za údajné rouhání.

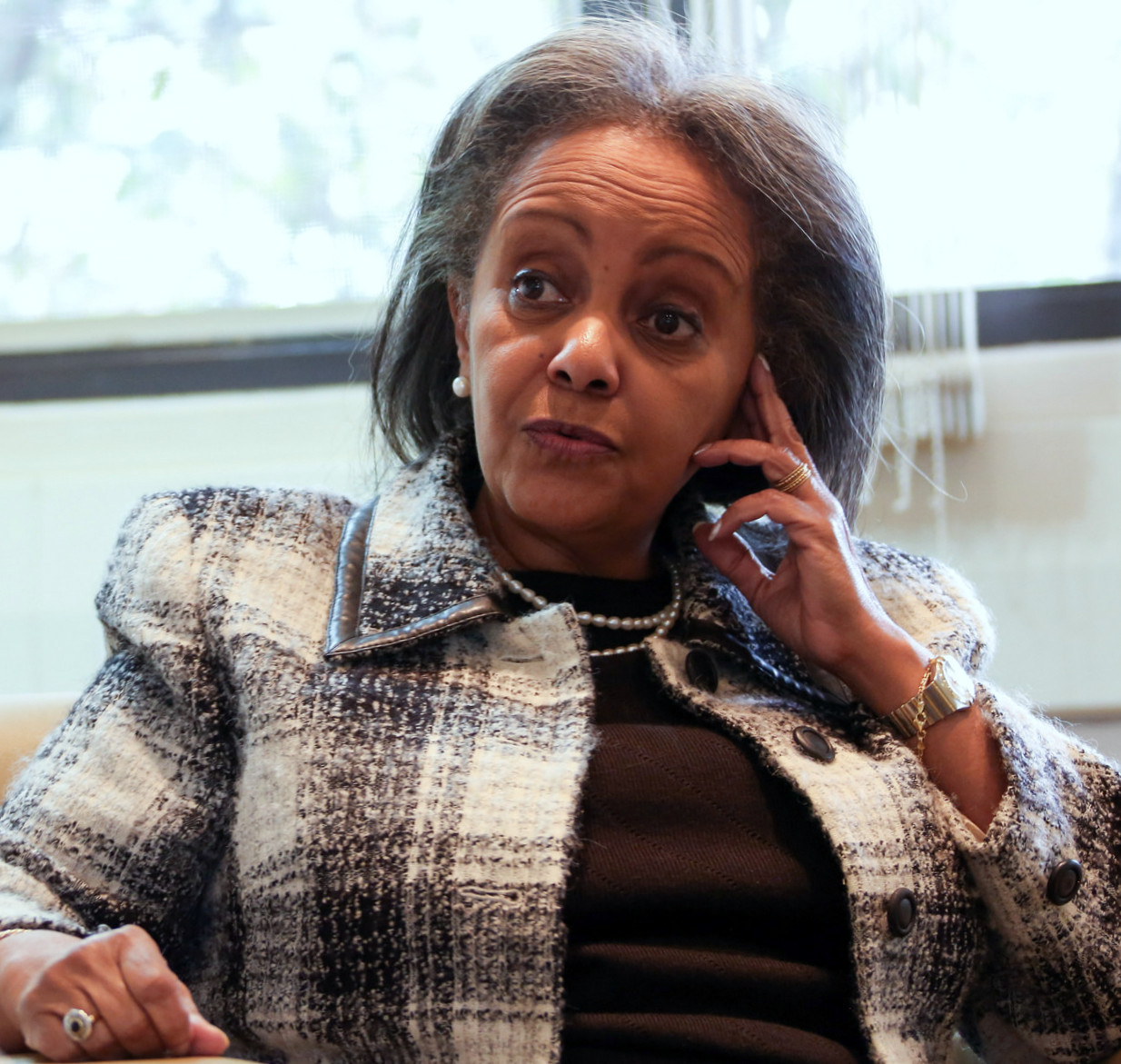
Sahle-Work Zewde
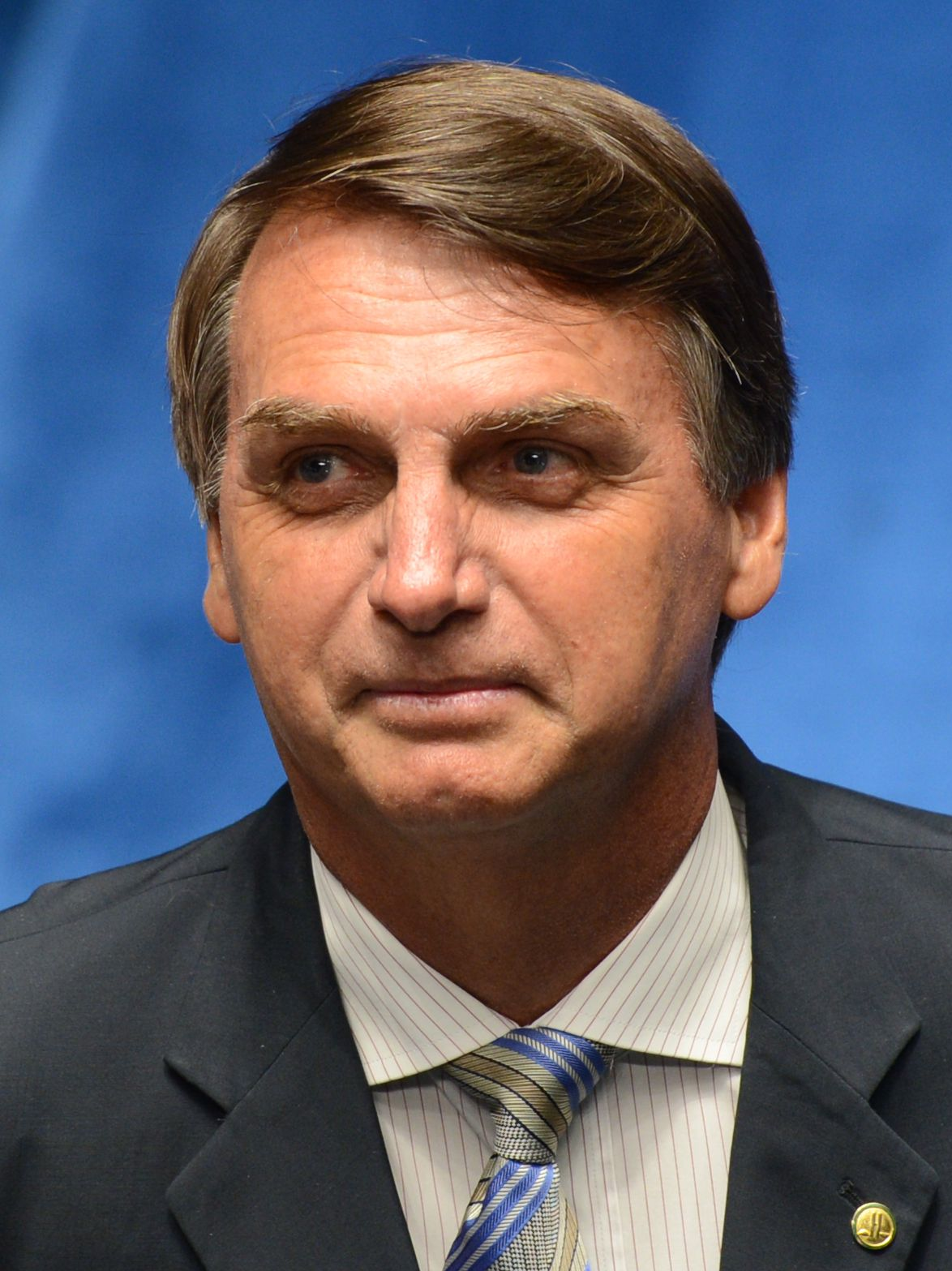
Jair Bolsonaro
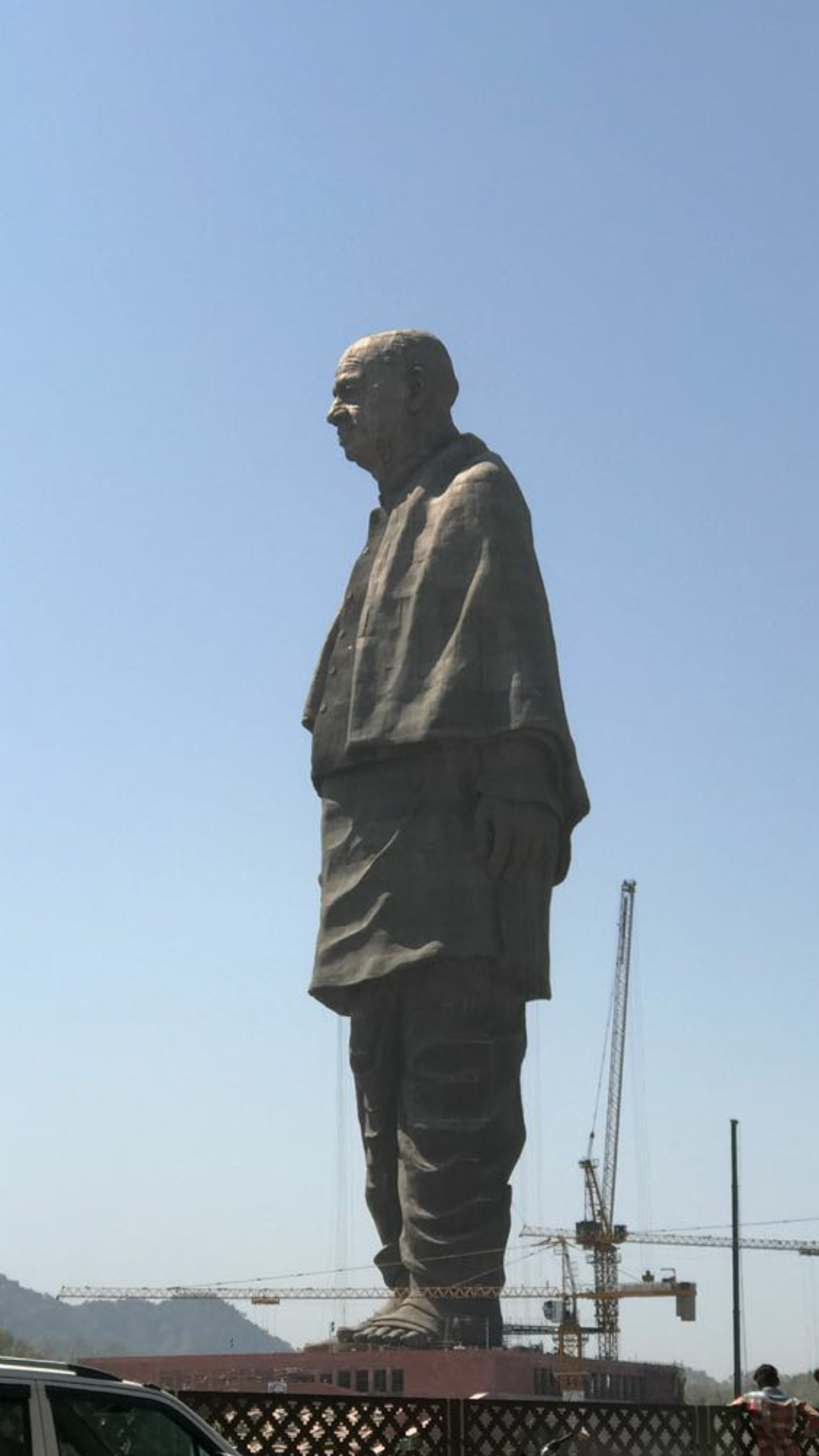
Socha Jednoty v Indii